# Abel Eppens
Abel Eppens (tho Equart) (Eekwerd, omstreeks 29 maart 1534 – waarschijnlijk in Oost-Friesland, omstreeks 1590) was een Nederlandse eigenerfde boer en kroniekschrijver.

## Leven en werk
Eppens werd omstreeks palmzondag 29 maart 1534 op Bolhuis te Eekwerd geboren als zoon van Eppo Aepens (tho Equart) en Eeke Tammen. Toen hij twaalf jaar was overleden zijn vader en diens derde vrouw aan de pest. Hij bleef als wees achter, samen met een zus en twee halfzusjes. Na de dood van zijn vader woonde hij twee jaar in Farmsum. Daarna stuurden zijn voogden en zijn grootvader van moederskant hem naar de stad Groningen om daar het onderwijs te volgen. Hij werd daar acht jaar lang onderwezen onder anderen door Regnerus Praedinius. Daarna maakte hij een studiereis - een peregrinatio academica - langs Leuven, Keulen en Wittenberg op aanraden van de rector Gerlacus Verrucius. In de laatstgenoemde plaats was hij leerling van Philipp Melanchthon. Na diens overlijden in 1560 keerde hij via Hamburg terug naar zijn vaderland. In 1562 trouwde hij de niet onbemiddelde Frouwke Louwens, dochter van Louwe Havicks en Etgijn Elema. In 1569 werd hij genoemd als wedman, gerechtsdienaar, te Wirdum. In 1580 was hij proviandmeester van de Staten. Eppens was protestant en een fel antikatholiek. Hij vluchtte rond 1580 naar Emden vanwege zijn godsdienst. Hij was in Emden "gedeputeerde van de gebannen Ommelanders". Hij schreef tijdens zijn ballingschap in Emden De kroniek van Abel Eppens tho Equart. Zijn kroniek is van belang voor de geschiedschrijving van Groningen en Oost-Friesland omdat het een ooggetuigenverslag is van een Ommelander boer van de gebeurtenissen uit zijn tijd. De kroniek berust in het Groninger Archief te Groningen. Het is niet duidelijk wanneer Eppens precies is overleden. Zijn kroniek eindigde plotseling in 1589. In een brief uit 1590 werd hij aangeduid als "Abel Eppens saliger".

## Nakomelingen
Eppens had acht kinderen, waaronder de predikanten Leo Abels en Sicco Abels en de kerkvoogd en landdagcomparant Popko Abels. Sommige nazaten van Eppens kregen bestuurlijke en juridische functies in zowel de Ommelanden als in de stad Groningen. De rechter en rekenmeester Abel Eppens van Bolhuis was een kleinzoon van hem.